# 弗利克山
47°49′15″N 16°27′35″E / 47.82083°N 16.45972°E
弗利克山（德語：Föllik），是奧地利的山峰，位於該國東部，由布爾根蘭州負責管轄，處於艾森施塔特西南面，距離萊特哈山2.4公里，海拔高度287米。